# X-Men (película)
X-Men es una película de superhéroes estadounidense de 2000 dirigida por Bryan Singer y escrita por David Hayter a partir de una historia de Singer y Tom DeSanto. La película está basada en el equipo de superhéroes del mismo nombre de la editorial  Marvel Comics y presenta un elenco compuesto por Patrick Stewart, Hugh Jackman, Ian McKellen, Halle Berry, Famke Janssen, James Marsden, Bruce Davison, Rebecca Romijn, Ray Park, Tyler Mane y Anna Paquin. La película muestra un mundo donde una pequeña proporción de personas son mutantes, cuya posesión de poderes sobrehumanos los hace desconfiar de los humanos normales. Se centra en los mutantes Wolverine/Lobezno y Rogue/Pícara, encontrándose en un conflicto entre dos grupos que tienen enfoques radicalmente diferentes para lograr la aceptación de los mutantes: los X-Men del Profesor Xavier y la Hermandad de Mutantes, liderada por Magneto.
El desarrollo de X-Men comenzó en 1984 con Orion Pictures, con James Cameron y Kathryn Bigelow en discusiones en un momento dado. Los derechos cinematográficos fueron adquiridos por 20th Century Fox en 1994, y varios guiones y bocetos fueron encargados a Andrew Kevin Walker, John Logan, Joss Whedon y Michael Chabon. Singer firmó para dirigir en 1996, con otras reescrituras de Ed Solomon, Singer, Tom DeSanto, Christopher McQuarrie y Hayter, en las que Bestia y Nightcrawler fueron eliminados por cuestiones de presupuesto. X-Men marcó el debut en Hollywood de Jackman, una opción de último momento para Wolverine, que duró tres semanas de filmar. La filmación tuvo lugar desde el 22 de septiembre de 1999 hasta el 3 de marzo de 2000, principalmente en Toronto.
X-Men tuvo su premier en la Isla Ellis el 12 de julio de 2000 y se estrenó en los Estados Unidos el 14 de julio. Fue un éxito en taquilla, recaudando más de 296,3 millones de dólares en todo el mundo y recibió críticas positivas por los críticos, citando sus actuaciones, historia y profundidad temática. El éxito de la película llevó a una serie de secuelas, precuelas, y spin-offs, y el éxito general de la serie generó un resurgimiento de las películas de superhéroes, un género que sigue siendo muy popular incluso dos décadas después.

## Argumento
La película empieza con un ambiente de finales de la Segunda Guerra Mundial. En el año 1944, con Polonia ocupada por los nazis, el joven Erik Lehnsherr es separado de sus padres. Los alemanes los llevan a un campo de concentración, donde les espera una muerte segura. En su desesperación, intentando ir tras ellos, se manifiestan sus poderes magnéticos doblando un par de puertas metálicas, antes de ser golpeado por los guardias y perder la consciencia.
En un futuro cercano, en el Congreso de los Estados Unidos el senador Robert Kelly intenta aprobar la “Ley de Registro de Mutantes”, que forzaría a los mutantes a revelar públicamente sus identidades y habilidades. Kelly se opone a la existencia de los mutantes, argumentando que son una amenaza y un peligro a la seguridad pública así como para el planeta. Magneto, y el Profesor Charles Xavier asisten a dicha sesión. Al ver a Magneto presente, Xavier se preocupa por cómo responderá a la Ley de Registro.
Mientras tanto, en Meridian, Misisipi, una chica de 17 años pone en coma a su novio al besarlo. Sus poderes mutantes absorben los poderes, la mente y la energía vital de todo aquel al que toca. Asustada, ella huye de su casa hacia Canadá y se hace llamar Rogue (Pícara). En Alberta, conoce a otro mutante: Logan / Wolverine un hombre que sobrevive con el dinero de peleas ilegales en jaulas, pero Rogue descubre que tiene poderes especiales al igual que ella, él es capaz de regenerarse casi instantáneamente.
Deciden seguir juntos su viaje en la casa rodante de Logan cuando son atacados por un secuaz de Magneto, Sabretooth / Dientes de Sable, hasta que dos de los estudiantes de Xavier, Cíclope y Tormenta aparecen para ayudar a Wolverine y a Rogue contra Sabretooth. Después los alojan en la mansión del Profesor Xavier y escuela para jóvenes talentosos (que sirve de fachada para formar a mutantes: los X-Men) en el condado de Westchester, Nueva York. Xavier le dice a Wolverine que Magneto parece haberse interesado en él, y le pide que se quede mientras los mutantes de Xavier, los X-Men, investigan. Rogue mientras tanto se inscribe en la escuela.
El Senador Kelly es secuestrado por otros dos secuaces más de Magneto, Toad y Mystique, y es traído a su escondite en la isla inexplorada de Genosha. Allí, Magneto utiliza a Kelly como sujeto de prueba para una máquina impulsada por sus habilidades magnéticas que genera un campo de radiación, induciendo la mutación en seres humanos normales. Kelly luego se escapa aprovechando su nueva mutación.
En la Mansión X, después de un incidente en el que Rogue usa su poder dejando inconsciente a Wolverine en vista de sus compañeros de clase, Mystique adopta la forma de Bobby Drake y consigue engañar a Rogue, convenciéndola de que Xavier está enojado con ella y que debe abandonar la escuela. Cuando los X-Men se dan cuenta de lo sucedido, localizan a Rogue en una estación de tren utilizando a Cerebro, y salen todos a buscarla. Mientras tanto, Mystique sabotea a Cerebro.
Wolverine encuentra a Rogue en un tren antes que Tormenta y Cíclope y la convence de regresar a la escuela. Pero antes de que puedan salir, Magneto llega y revela que no está detrás de Wolverine sino de Rogue. Aunque Xavier intenta detener a Magneto controlando mentalmente a Sabretooth, se ve obligado a liberarlo de su control cuando Magneto amenaza con matar a la policía que han convergido en la estación de tren, permitiendo que La Hermandad de Magneto escapara con Rogue. Kelly llega a la Mansión X y Xavier lee su mente para averiguar sobre la máquina de Magneto. Al darse cuenta de la tensión de poder que casi mató a Magneto, el grupo deduce que pretende transferir sus poderes a Rogue y utilizarla para darle poder a la máquina a costa de su vida. El cuerpo de Kelly rechaza su mutación y se disuelve convirtiéndose en líquido muriendo en el acto.
Xavier intenta localizar a Rogue empleando a Cerebro, pero el sabotaje realizado por Mystique lo incapacita dejándolo en estado de coma. En ese momento, Jean Grey arregla a Cerebro y consigue localizar a Rogue y a Magneto. Ella descubre que Magneto planea colocar su máquina de inducción de mutaciones en la Isla de la Libertad para "mutar" a los líderes mundiales reunidos en una cumbre en la cercana Isla Ellis. Se plantea así la batalla final en la Estatua de la Libertad.
Los X-Men escalan la Estatua de la Libertad luchando contra La Hermandad mientras Magneto transfiere sus poderes a Rogue y activa la máquina mutante. Cuando Wolverine se enfrenta y distrae a Magneto, Cíclope le dispara, permitiendo que Wolverine destruya la máquina. Él transfiere sus poderes a Rogue y sus habilidades curativas la salvan, curándola de los daños causados por el artefacto de Magneto.
El Profesor Xavier y Wolverine se recuperan de sus comas. El grupo se entera de que Mystique escapó de la batalla de la isla y se está haciendo pasar por el senador Kelly. Xavier le da a Wolverine una indicación para buscar pistas sobre su pasado en una instalación militar abandonada en Canadá, pero le hace a Rogue la promesa de que volverá. Magneto está encarcelado en un complejo construido de plástico y es visitado por Xavier, a quien le advierte que tiene la intención de escapar un día y continuar la lucha. Mientras están ambos jugando al ajedrez, Xavier responde que siempre estará listo para combatir las amenazas.

## Reparto

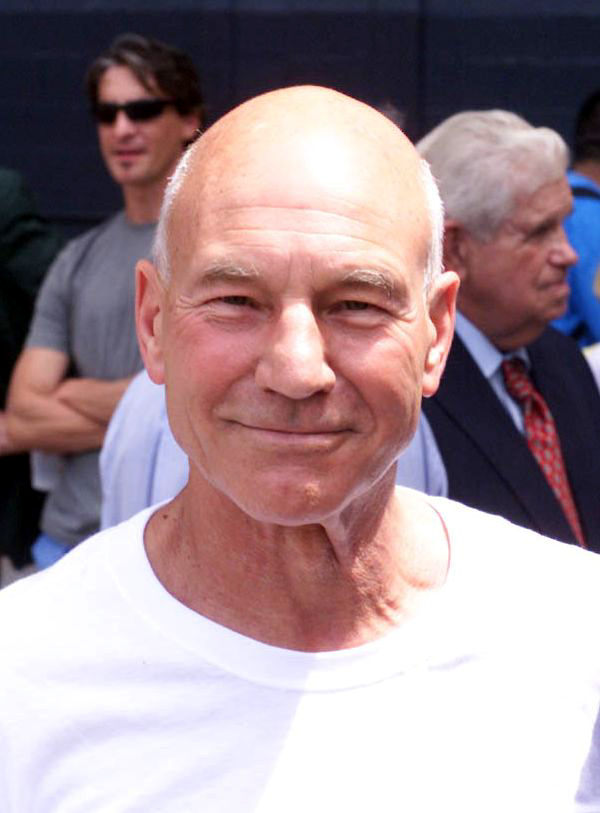
Patrick Stewart, intérprete del profesor Charles Xavier.

- Hugh Jackman como Logan / Wolverine / Lobezno: Un hombre rudo y solitario que se gana la vida en peleas de jaula. Ha vivido durante quince años sin memoria de quién es. Tiene sentidos animales y la capacidad de curarse rápidamente de numerosas lesiones, lo que hace que su edad sea imposible de determinar. Su esqueleto está recubierto de Adamantium, y tiene unas garras retráctiles (también recubiertas de Adamantium).

- Patrick Stewart como Charles Xavier / Profesor X: Fundador de los X-Men y de la Escuela de Xavier para Jóvenes Superdotados, Xavier quiere la convivencia pacífica entre mutantes y humanos y es considerado como un experto en mutación genética. A pesar de que está en una silla de ruedas, es un poderoso mutante con grandes habilidades telepáticas. Junto con Magneto, él es el inventor de la máquina Cerebro, que amplifica aún más sus habilidades.

- Ian McKellen como Erik Lehnsherr / Magneto: Un sobreviviente del Holocausto, él y Xavier fueron una vez aliados y construyeron Cerebro juntos. Sin embargo, su creencia de que los humanos y los mutantes nunca podrán coexistir los llevó a su separación. Tiene poderosas capacidades magnéticas y un gran conocimiento en materia de manipulación genética, que utiliza para planificar una mutación en los líderes mundiales para la prosperidad mutante.

- Famke Janssen como Jean Grey: Tiene una relación con Cyclops y trabaja como doctora en la Mansión-X. Tiene poderes telequinéticos y telepáticos.

- James Marsden como Scott Summers / Cíclope: Es el segundo al mando de los X-Men, así como un instructor en el Instituto. Está enamorado de Jean Grey y tiene una relación con ella. Emite un poderoso rayo rojo de sus ojos, que sólo se mantiene bajo control con un visor hecho de cuarzo de rubí.

- Halle Berry como Ororo Munroe / Tormenta: Trabaja como profesora en la Mansión-X y tiene la capacidad de manipular el clima.

- Anna Paquin como Marie D'Ancanto / Rogue / Pícara: Una chica de 17 años obligada a dejar a su familia en Misisipi después de dejar a su novio en estado de coma al besarlo. Cuando toca a alguien, absorbe su fuerza vital, recuerdos y habilidades, lo que podría matar a esa persona.

- Tyler Mane como Victor Creed / Dientes de Sable: Un feroz y sádico luchador, es un hombre de confianza para Magneto. Tiene unas garras que se extienden más allá de cada dedo.

- Ray Park como Mortimer Toynbee / Sapo: Un mutante muy ágil con una larga lengua que genera una sustancia pegajosa.

- Rebecca Romijn como Raven Darkölme / Mystique / Mística: Mano derecha de Magneto, tiene la habilidad de alterar su forma e imitar a cualquier ser humano u objeto, además de ser una ágil y experta artista marcial.

- Bruce Davison como Robert Kelly: Un político anti-mutante que quiere una Ley de Registro de Mutantes. Es secuestrado por Magneto para probar su máquina de mutación, lo que hace que su cuerpo se convierta en una agua.

### Cameos
- Matthew Sharp como Henry Peter Gyrich: Ayudante de Robert Kelly, quien es suplantado por Mystique quien aparece en el helicóptero cuando secuestran al senador. El verdadero Gyrich es asesinado por Sabretooth, esto se escucha en un informe de la prensa cuando menciona que encontraron el cadáver de Henry aparentemente "mutilado por un oso."

- Shawn Ashmore como Bobby Drake / Iceman / Hombre de Hielo: Un estudiante de la Escuela de Xavier para Jóvenes Talentosos que siente atracción hacia Rogue. Puede absorber la humedad del aire para crear hielo.

- Sumela Kay como Kitty Pryde / Shadowcat / Gata Sombra: Una estudiante de la Escuela de Xavier para Jóvenes Talentosos. Aparece durante un par de cameos uno en la sala de clases de Xavier, donde se muestra su poder de Intangibilidad y otro cameo en la clase de Ororo (Tormenta) sentada al lado de Júbilo y Rogue.

- Katrina Florece como Jubilation Lee / Júbilo: Una estudiante de la Escuela de Xavier para Jóvenes Talentosos. Aparece durante un cameo en la sala de clases de Xavier, y otro cameo en la clase de Ororo (Tormenta) sentada al lado de Kitty Pryde y Rogue.

- Alexander Burton como John Allerdyce / Pyro: Aparece en un cameo como alumno del Instituto Xavier, y como amigo de Bobby Drake (Iceman), Pyro trata de impresionar a Rogue manipulando fuego, pero la llama que manipula es convertida en hielo por Bobby.

## Doblaje
| Actor           | Personaje                              | Actor/Actriz de doblaje | Actor/Actriz de doblaje |
| --------------- | -------------------------------------- | ----------------------- | ----------------------- |
| Patrick Stewart | Charles Xavier / Profesor X            | Urike Aragón            | Paco Hernández          |
| Hugh Jackman    | Logan / Wolverine / Lobezno            | José Arenas             | Gabriel Jiménez         |
| Ian McKellen    | Erik Lehnsherr / Magneto               | Jorge Fink              | Juan Miguel Cuesta      |
| Famke Janssen   | Jean Grey                              | Mónica Manjarrez        | Pepa Castro             |
| James Marsden   | Scott Summers / Cíclope                | Óscar Flores            | Claudio Serrano         |
| Halle Berry     | Ororo Munroe / Tormenta                | Ilia Gil                | Victoria Angulo         |
| Anna Paquin     | Marie D'Ancanto / Rogue / Pícara       | Elena Ramírez           | Mar Bordallo            |
| Tyler Mane      | Victor Creed / Dientes de Sable        | Rolando de Castro       | Francisco Torres        |
| Ray Park        | Mortimer Toynbee / Sapo                | Gustavo Melgarejo       | Eduardo Gutiérrez       |
| Shawn Ashmore   | Bobby Drake / Iceman / Hombre de Hielo | Igor Cruz               | Jorge Saudinós          |
| Kevin Rushton   | Stu                                    | Igor Cruz               | Juan Fernández Mejías   |
| Rebecca Romijn  | Raven Darkolme / Mystique / Mística    | Rebeca Gómez            | Yolanda Pérez Segoviano |
| Bruce Davison   | Robert Kelly                           | Roberto Mendiola        | Fernando de Luis        |
| David Nichols   | Presentador de TV                      | Mario Castañeda         | Gregorio Tavío          |
|                 | Insertos                               | Alan Bressant           | Gregorio Tavío          |

## Producción

### Desarrollo
Los escritores y editores en jefe de Marvel Comics; Gerry Conway y Roy Thomas escribieron un primer guion para la película en 1984 cuando Orion Pictures obtuvo los derechos cinematográficos, pero el desarrollo se estancó cuando Orion comenzó a enfrentar problemas financieros. Entre 1989 y 1990, Stan Lee y Chris Claremont entraron en negociaciones con Carolco Pictures para una adaptación fílmica de X-Men, con James Cameron como productor y Kathryn Bigelow como directora. Un tratamiento de historia fue escrito por Bigelow, con Bob Hoskins siendo considerado para el papel de Wolverine y Angela Bassett para el personaje de Storm. El acuerdo se vino abajo cuando Stan Lee despertó el interés de Cameron en una película de Spider-Man, Carolco entró en bancarrota, y los derechos de la película regresaron a Marvel. En diciembre de 1992, Marvel discutió la venta de la propiedad a Columbia Pictures en vano. Mientras tanto, Avi Arad produjo X-Men: la serie animada para Fox Kids. 20th Century Fox quedó impresionada por el éxito del programa de televisión, y la productor. Lauren Shuler Donner compró los derechos cinematográficos para Fox en 1994, contratando a Andrew Kevin Walker para escribir el guion.
El borrador de Walker tenía al Profesor Xavier reclutando a Wolverine en los X-Men, que consistían en Cíclope, Jean Grey, Hombre de hielo, Bestia, y Ángel. La Hermandad de Mutantes, conformada por Magneto, Sabretooth, Sapo, Juggernaut y Blob, intentando conquistar Nueva York, mientras Henry Peter Gyrich y Bolivar Trask atacaban a los X-Men con tres Sentinelas de 8 pies de alto. El guion se centró en la rivalidad entre Wolverine y Cyclops, así como en las dudas de este último como líder de campo. Parte de la historia de fondo inventada para Magneto lo convirtió en la causa del Desastre de Chernobil. El guion también presentaba al X-Copter y la Sala de peligro. Walker entregó su segundo borrador en junio de 1994. Laeta Kalogridis, John Logan, James Schamus, y Joss Whedon fueron llevados para reescrituras posteriores. Uno de estos guiones mantuvo la idea de que Magneto convirtiendo a Manhattan en una "patria mutante", mientras que otro se enfocaba en un romance entre Wolverine y Storm. El guion de Whedon's presentaba la Sala de Peligro, y concluía con Jean Grey vestida como Fénix. De acuerdo con Entertainment Weekly, este guion fue rechazado debido a su "tono de referencia a la cultura pop de ingenio", y la película terminada contenía sólo dos intercambios de diálogo que Whedon había contribuido. Michael Chabon escribió un tratamiento cinematográfico de seis páginas para Fox en 1996. El cual se centró principalmente en el desarrollo de entre los personajes Wolverine y Júbilo e incluido el Profesor X, Cíclope, Jean Grey, Nightcrawler, Bestia, Hombre de hielo, y Tormenta. Bajo el plan de Chabon, los villanos no habrían sido presentados hasta la segunda película.
Fox consideró a Brett Ratner como director (Ratner dirigiría X-Men: The Last Stand años después), y ofreció la dirección a Robert Rodriguez, pero éste la declinó. Tras el éxito comercial de Mortal Kombat en Estados Unidos, a Paul W. S. Anderson se le ofreció dirigir la película pero Anderson rechazó la oferta, queriendo alejarse de hacer otra película con clasificación PG-13 a favor de hacer una película de terror con calificación R; Event Horizon. Tras el lanzamiento de The Usual Suspects, Bryan Singer estaba buscando hacer una película de ciencia ficción y Fox le ofreció Alien: Resurrección, pero el productor Tom DeSanto sintió que Singer era el más apropiado para dirigir X-Men. Los temas del prejuicio en el cómic resonaron con Singer pese a no ser fanático del cómic. Para diciembre de 1996, Singer estaba en la posición de director, mientras Ed Solomon fue contratado para escribir el guion en abril de 1997, y mientras tanto Singer fue a filmar Apt Pupil. Fox entonces anunció que la Navidad de  1998 sería la fecha de estreno. A finales de 1997, el presupuesto se fijó en 60 millones de dólares. A finales de 1998, Singer y DeSanto enviaron un tratamiento fílmico a Fox, que creían que era "perfecto" porque tomó "en serio" los temas y las comparaciones entre Xavier y Magneto con Martin Luther King y Malcolm X, a diferencia de otros guiones. Esto hizo a Rogue un personaje importante porque Singer reconoció que su mutación, que la hace incapaz de tocar a nadie, era la más simbólica de la alienación. Singer fusionó los atributos de Kitty Pryde y Júbilo en la representación de la película de Rogue. El plan de Magneto para mutar a los líderes mundiales para que acepten a su gente recuerda el modo en que Constantino I se convirtió al cristianismo acabando así con la persecución de los cristianos en el Imperio Romano; la analogía se enfatizó en una escena eliminada en la que Storm enseña historia. La escena en la que el Senador Robert Kelly afirmaba que tiene una lista de mutantes que viven en los Estados Unidos recuerda a Joseph McCarthy con una afirmación similar con respecto a los comunistas.
Fox, que había proyectado el presupuesto en $ 75 millones, rechazaron el tratamiento que estimaron que costaría 5 millones de dólares más. Los personajes de Bestia, Nightcrawler, Pyro, y la Sala de peligro tuvieron que ser eliminados antes de que el estudio de luz verde al proyecto. El jefe de Fox, Bill Mechanic, argumentó que esto mejoraría la historia,, y Singer estuvo de acuerdo en que eliminar la Sala de Peligro lo que le permitió concentrarse en otras escenas que él prefería. Elementos de Bestia, particularmente su experiencia médica, fueron transferidos a Jean Grey. Singer y DeSanto contrataron a Christopher McQuarrie de The Usual Suspects, y juntos hicieron otra reescritura. David Hayter al mismo tiempo reescribió el guion, recibiendo crédito de guion en solitario del Gremio de escritores de América, mientras que Singer y DeSanto recibieron crédito por la historia. El WGA le ofreció un crédito a McQuarrie, pero voluntariamente se quitó su nombre cuando la versión final estaba más en línea con el guion de Hayter que con el suyo.

### Casting
Russell Crowe fue la primera elección de Singer para interpretar a Wolverine, pero Crowe declinó el papel, y en su lugar recomendó a su amigo, el actor Hugh Jackman. Jackman era un actor desconocido en ese momento, mientras que un número de actores más establecidos ofrecieron sus servicios para el papel, Singer casteó personalmente a Dougray Scott. Parte del contrato de Scott incluyó una secuela, pero se retiró debido a conflictos de horario con Misión: Imposible 2 y a inicios de octubre de 1999 resultó herido en un accidente de motocicleta. Jackman audicionó antes del rodaje durante tres semanas, basado en una audición exitosa. Glenn Danzig fue invitado 20th Century Fox para audicionar para el personaje de Wolverine, su altura y construcción se parecen mucho a la del protagonista de la película, como se describe en los cómics originales. Sin embargo, se negó debido a conflictos de programación con su banda.
Keanu Reeves, Gary Sinise, Mel Gibson, Aaron Eckhart, Jean-Claude Van Damme, Viggo Mortensen, Edward Norton y Bob Hoskins fueron también considerados para el papel de Wolverine. Jeri Ryan también disputó el papel de Mystique. Patrick Stewart fue abordado por primera vez por Singer para interpretar a Xavier en el set de Conspiracy Theory (1997), la cual había sido dirigida por el productor ejecutivo Richard Donner. Jim Caviezel audicionó originalmente como Cíclope, pero se retiró debido a conflictos de programación con Frequency. James Marsden no estaba familiarizado con su personaje, pero pronto se acostumbró después de leer varios cómics. Marsden modeló su actuación similar a un Boy Scout. Eric Mabius expresó su interés en interpretar a Cíclope. Angela Bassett fue la primera elección del estudio para interpretar a Storm, pero ella era demasiado cara para ese momento. Janet Jackson y Mariah Carey fueron consideradas para el papel de Tormenta. Anna Paquin rechazó el papel principal de la película Tart en favor de su personaje de Rogue en X-Men. Drew Barrymore, Sarah Michelle Gellar, Jennifer Love Hewitt, Katie Holmes, Christina Ricci, Alicia Silverstone y Katharine Isabelle fueron también consideradas para el personaje de Rogue, aunque Natalie Portman lo rechazó. Selma Blair, Renee O'Connor, Lucy Lawless y Maria Bello fueron consideradas para el papel de Jean Grey. A Peta Wilson se le ofreció el papel Jean Grey, pero lo rechazó debido a que debía grabar en La Femme Nikita (1997) y en su lugar Helen Hunt también fue considerada, pero ella también rechazó el papel. David Hemblen, Christopher Lee y Terence Stamp fueron considerados para el papel de Magneto antes de que Singer escogiese a Ian McKellen, quien había actuado en su película anterior Apt Pupil. McKellen respondió a la alegoría gay de la película, "la alegoría de los mutantes como forasteros, marginados y solos y llegando a todo eso en la pubertad cuando se manifiesta su diferencia", explicó Singer. "Ian es un activista y realmente respondió al potencial de esa alegoría."

### Rodaje
La fecha original para el inicio del rodaje era a mediados de 1999, con fecha de estreno para la Navidad del 2000, pero Fox trasladó la fecha a junio. Steven Spielberg había sido contratado para dirigir Minority Report para estrenarse en junio del año 2000, pero Spielberg decidió dirigir A.I. Artificial Intelligence, y Fox necesitó una película para llenar el vacío. Esto significaba que Singer tenía que terminar la película seis meses antes de lo previsto, aunque la filmación había sido retrasada. La fecha de estreno fue luego trasladada al 14 de julio.
La filmación tuvo lugar del 22 de septiembre de 1999 al 3 de marzo de 2000 en Toronto y en Hamilton, Ontario. Entre las locaciones se incluyeron Central Commerce Collegiate, Distillery District y Canadian Warplane Heritage Museum. Casa Loma, Roy Thomson Hall y el Metro Hall fueron utilizados como interiores de la Mansión X, mientras que Parkwood Estate (localizada en Oshawa, al este de Toronto) fue escogida para los exteriores de la Mansión. El Spencer Smith Park (en Burlington, Ontario) fue duplicado para la Isla de la Libertad. La postproducción fue agitada, con Shuler Donner diciendo que "tuvimos que bloquear la imagen, marcar y editar, a veces al mismo tiempo."

#### Escenas eliminadas
- Una escena, muestra a Storm dando clases. En dicha escena, Kitty Pryde, Júbilo y Bobby Drake tienen conversaciones mínimas con Rogue durante la clase. Varios pedazos de esta escena aparecen mientras el Profesor X le explica a Logan que es el Instituto Xavier.

- Luego, se ve a Logan asomarse por el garaje del Instituto, donde ve a Scott dando clases y luego, tomar la mano de Jean insinuando que son pareja.

- En otra escena se ve a Storm terminar su clase. Cuando la mayoría de los estudiantes salen del salón, Bobby le pregunta a Rogue si quiere verlo después de la cena para mostrarle los alrededores del Instituto. Luego, Rogue y Storm tienen una pequeña conversación.

- Originalmente, la escena en el cuarto de Logan, entre él y Jean, era más larga, incluyendo más diálogos entre Jean, Logan y Scott.

- Luego de que la escena en el cuarto de Logan finalizara, se veía otra en la que Bobby y Rogue caminaban por los alrededores hasta llegar al cuarto de Rogue. Ambos actores, Anna Paquin y Shawn Ashmore, tenían muchos más diálogos.

- Charles intenta localizar a Magneto con ayuda de Cerebro pero no lo localiza, luego, Jean entra a Cerebro y tiene una plática con Charles. Durante la plática, Jean le pide a Charles que le permita usar a Cerebro a lo que Charles le contesta que es peligroso ya que puede perder el control, lo que explicaría porque cuando Jean usa Cerebro más adelante, se ve afectada. Esto también serviría para la comprensión de porque en X-Men 2 Jean está perdiendo el control.

- Mientras Mystique se infiltra en Cerebro, Jean y el Profesor tienen una conversación acerca de los sentidos y pensamientos de Logan.

- Luego de que el grupo prepare los planes para salir en el X-Jet a la Isla de la Libertad, Scott y Logan tienen una conversación donde Scott le dice a Logan que si va a salir con ellos, debe hacerlo como “parte del equipo” y luego le da un traje.

### Diseño y efectos
Los realizadores decidieron no replicar los trajes de X-Men como se ve en el cómic. Stan Lee y el creador Chris Claremont apoyaron esta decisión. Claremont bromeó, "puedes hacer eso en un dibujo, pero cuando lo pones en la gente es perturbador". El productor y coescritor Tom DeSanto había apoyado el uso del esquema de color azul y amarillo de los cómics, pero llegó a la conclusión de que no funcionarían en pantalla. Para reconocer las quejas de los fanáticos, Singer agregó una línea cómica al diálogo de Cíclope; "¿Qué preferirías, el spandex amarillo?"—cuando Wolverine se queja de usar su uniforme durante la película. Singer notó que el cuero negro duradero tenía más sentido para los X-Men para usar como ropa protectora, y Shuler Donner agregó que los trajes les ayudaron a "mezclarse con la noche".
Oakley, Inc. proporcionó las gafas de lentes rojos usadas por Cíclope, una versión personalizada de la propia compañía; X-Metal Juliet. Las garras de Wolverine no requerían el uso de las manos de Hugh Jackman, y fueron construidas para que él pudiera ponérselas y quitárselas fácilmente por razones de seguridad. La producción había insistido en que se sujetaran en todo momento bajo una manga protésica completa, pero el diseñador Gordon Smith se negó a hacerlo. La producción también insistió en las cuchillas de metal real, lo que Smith también se negó a hacer, haciendo en su lugar cuchillas de yeso moldeadas por inyección. Cientos de pares fueron construidos para Jackman y su doble.
Rebecca Romijn-Stamos llevaba 110 prótesis de silicona individuales en su cuerpo para interpretar a Mystique; solo los bordes estaban pegados, el resto se pegaban a sí mismos. Las prótesis fueron construidas planas y envolvieron su cuerpo. Se colorearon internamente con colorante para alimentos y necesitaron maquillaje o pintura adicional. El diseño original acordado y probado fue, para colorear su piel con colorante de alimentos de grado cosmético, pero en el último momento Bryan Singer insistió en pintar su piel para que se vea opaca, como en el cómic, que agregó seis horas al maquillaje, haciendo la prueba muy difícil para ella. Tampoco se proporcionaron instalaciones para extraer los humos de pintura, durante uno de los inviernos más fríos de Canadá. Romijn reflexionó: "Casi no tuve contacto con el resto del elenco; era como si estuviera haciendo una película diferente a la de todos los demás. Fue un infierno"."
A mediados de los años 1990, la Imagen generada por computadora fue cada vez más utilizado. Singer visitó los sets de Star Wars: Episodio I - La amenaza fantasma y Titanic para comprender los efectos prácticos y digitales. La filmación había comenzado sin una compañía de efectos especiales contratada. Digital Domain, Cinesite, Kleiser-Walczak Construction Co., Hammerhead Production, Matte World Digital, CORE and POP fueron todas contratadas en diciembre de 1999. El supervisor de efectos visuales Mike Fink admitió haber estado insatisfecho con su trabajo en la película en 2003, a pesar de estar casi nominado a un Premio de la Academia por mejores efectos visuales.
Sean C. Cunningham, director técnico de Digital Domain y el creativo líder Claas Henke transformaron a Bruce Davison en una figura líquida para la escena de mutación de Kelly. Cunningham dijo: "Había muchas capas digitales: agua sin refracción, agua con turbidez, piel con y sin reflejos, piel con algo pegajoso en ella. Cuando se renderizan juntas, tomó 39 horas por fotograma". Consideraron mostrar los órganos internos de Kelly durante la transformación, "pero eso parecía demasiado espantoso", según Cunningham.

## Novelización
El 6 de julio de 2006, a un mes del estreno de la película, de la mano de Kristine Kathryn Rusch se estrenó la novela oficial de la película titulada X-Men: A Novelization. En esta, se revelan datos de la película e incluso detalla puntos no explicados en la película, incluye escenas y personajes que no aparecieron en la película. La escritora no volvió para la novelizacion de la segunda parte X-Men 2 debido a que trabajaba en su novela Simply Irresistible, pero fue sustituida por el escritor de historias de X-Men, Chris Claremont.

## Música
Singer propuso al compositor John Williams para componer la música de la película, pero Williams rechazó la oferta debido a conflictos de programación. Entonces Singer se fijó en su compositor habitual, John Ottman. Sin embargo, una vez que Fox presionó el estreno de la película de diciembre a julio, Ottman se comprometió a dirigir Urban Legends: Final Cut haciéndolo incapaz de trabajar con Singer. Michael Kamen finalmente fue contratado. Dado que la película solo se completó poco antes de su estreno, Kamen escribió la partitura en las escenas terminadas, que le fueron enviadas justo cuando se hizo el trabajo en ellas. Singer le pidió que no usara ninguna canción en la banda sonora porque "no quería salir con la película". Debido a que Kamen no estaba familiarizado con los cómics, solo trató de "representar el tono fílmico de Bryan Singer que hizo, para un cómic, una película bastante seria, que trata sobre la capacidad de la humanidad para clasificar a las personas por raza, religión o tipo, y perjudicar a las personas en su contra en base a sus características innatas ". Los temas específicos de cada personaje se escribieron para "identificar a estos personajes a medida que avanzas en la película, porque no siempre son claros". Por ejemplo, el motivo de Mystique, centrado en el violonchelo cuando Kamen lo encontró "un instrumento con un sonido muy erótico", se escuchó en la banda sonora cuando estaba disfrazada de Wolverine. Debido a restricciones de tiempo, los productores desecharon su plan original para registrar la puntuación en Londres y lo hicieron en Los Ángeles.
El primer borrador de la música de Kamen había sido descrito como con una gran cantidad de temas y ricas orquestaciones. Durante las primeras sesiones de grabación, la productora Lauren Shuler Donner expresó su insatisfacción con la música de Kamen y lo obligó a volver a escribir la partitura completa utilizando menos temas y más elementos electrónicos.

### Track listing
| N.º | Título                  | Duración |  |
| 1.  | «Death Camp»            | 3:05     |  |
| 2.  | «Ambush»                | 3:26     |  |
| 3.  | «Mutant School»         | 3:48     |  |
| 4.  | «Magneto's lair»        | 5:01     |  |
| 5.  | «Cerebro»               | 2:13     |  |
| 6.  | «Train»                 | 2:35     |  |
| 7.  | «Magneto Stands-Off»    | 3:01     |  |
| 8.  | «The X-Jet»             | 3:47     |  |
| 9.  | «Museum Fight»          | 2:21     |  |
| 10. | «The Statue of Liberty» | 2:38     |  |
| 11. | «Final Showdown»        | 2:31     |  |
| 12. | «Logan and Rogue»       | 5:57     |  |

## Estreno

### Marketing
Fox Broadcasting Company presentó un especial para televisión titulado Mutant Watch para promocinar la película que incluye parcialmente en las escenas universales de una audiencia del Senado con el senador Robert Kelly. Esta combinación se incluyó como una característica adicional en algunos de los lanzamientos de videos. El 1 de junio del 2000, Marvel publicó un cómic precuela de la película, titulado, X-Men: Beginnings (X-Men: Inicios), revelando las historias de fondo de Magneto, Rogue y Wolverine. También hubo una adaptación de cómic basada en la película. Un videojuego para consola, X-Men: Mutant Academy, fue lanzado el 6 de julio de 2000 para aprovechar el lanzamiento de la película, con trajes y otros materiales de la película.
X-Men fue estrenada el 14 de julio de 2000 en Estados Unidos, en agosto del mismo año en Latinoamérica y el 3 de octubre en España. La película originalmente tuvo su estreno en la Isla Ellis el 12 de julio de 2000, dos días antes del estreno oficial en Estados Unidos. También debutaría en Australia ese fin de semana para aprovechar las vacaciones escolares, mientras que la mayoría de los otros territorios obtendrían la película en agosto. Marvel Studios dependía del éxito de la cinta para poder producir otros proyectos como Spider-Man (en Columbia Pictures), Hulk (en Universal Pictures) y Daredevil (en 20th Century Fox).
La película recaudó más de 157 millones de dólares en Estados Unidos, y sobre 139 millones en el resto de los países, logrando un total de 296 339 527 USD a lo largo del mundo. Su estreno a lo largo del mundo se realizó entre julio y noviembre de 2000, en las siguientes fechas:
| País                                                                          | Fecha de estreno                   |
| ----------------------------------------------------------------------------- | ---------------------------------- |
| Alemania                                                                      | Jueves 31 de agosto de 2000        |
| Argentina                                                                     | Jueves 24 de agosto de 2000        |
| Australia                                                                     | Jueves 13 de julio de 2000         |
| Austria                                                                       | Viernes 1 de septiembre de 2000    |
| Bélgica                                                                       | Miércoles 16 de agosto de 2000     |
| Belice · Costa Rica · El Salvador · Guatemala · Honduras · Nicaragua · Panamá | Viernes 11 de agosto de 2000       |
| Bolivia                                                                       | Jueves 31 de agosto de 2000        |
| Brasil                                                                        | Viernes 11 de agosto de 2000       |
| Bulgaria                                                                      | Viernes 6 de octubre de 2000       |
| Chile                                                                         | Jueves 3 de agosto de 2000         |
| Colombia                                                                      | Viernes 11 de agosto de 2000       |
| Corea del Sur                                                                 | Viernes 28 de julio de 2000        |
| Croacia                                                                       | Jueves 2 de noviembre de 2000      |
| Dinamarca                                                                     | Viernes 8 de septiembre de 2000    |
| Ecuador                                                                       | Viernes 25 de agosto de 2000       |
| Egipto                                                                        | Miércoles 1 de noviembre de 2000   |
| EAU                                                                           | Miércoles 27 de septiembre de 2000 |
| Eslovenia                                                                     | Jueves 26 de octubre de 2000       |
| España                                                                        | Viernes 6 de octubre de 2000       |
| Estados Unidos · Canadá                                                       | Viernes 14 de julio de 2000        |
| Estonia                                                                       | Viernes 10 de noviembre de 2000    |
| Filipinas                                                                     | Miércoles 30 de agosto de 2000     |
| Finlandia                                                                     | Viernes 1 de septiembre de 2000    |
| Francia                                                                       | Miércoles 16 de agosto de 2000     |

| País                         | Fecha de estreno                 |
| ---------------------------- | -------------------------------- |
| Grecia                       | Viernes 13 de octubre de 2000    |
| Hong Kong                    | Jueves 3 de agosto de 2000       |
| Hungría                      | Jueves 2 de noviembre de 2000    |
| India                        | Viernes 13 de octubre de 2000    |
| Indonesia                    | Miércoles 16 de agosto de 2000   |
| Islandia                     | Viernes 18 de agosto de 2000     |
| Israel                       | Jueves 19 de octubre de 2000     |
| Italia                       | Viernes 27 de octubre de 2000    |
| Jamaica                      | Miércoles 19 de julio de 2000    |
| Japón                        | Sábado 7 de octubre de 2000      |
| Letonia                      | Viernes 20 de octubre de 2000    |
| Líbano                       | Jueves 28 de septiembre de 2000  |
| Lituania                     | Viernes 29 de septiembre de 2000 |
| Malasia                      | Jueves 3 de agosto de 2000       |
| México                       | Viernes 11 de agosto de 2000     |
| Noruega                      | Viernes 8 de septiembre de 2000  |
| Nueva Zelanda                | Jueves 17 de agosto de 2000      |
| Países Bajos                 | Jueves 28 de septiembre de 2000  |
| Paraguay                     | Viernes 13 de octubre de 2000    |
| Perú                         | Jueves 10 de agosto de 2000      |
| Polonia                      | Viernes 13 de octubre de 2000    |
| Portugal                     | Viernes 29 de septiembre de 2000 |
| Puerto Rico                  | Jueves 20 de julio de 2000       |
| Reino Unido Irlanda          | Viernes 18 de agosto de 2000     |
| República Checa · Eslovaquia | Jueves 5 de octubre de 2000      |
| República Dominicana         | Jueves 10 de agosto de 2000      |
| Rumania                      | Viernes 10 de noviembre de 2000  |
| Rusia                        | Jueves 19 de octubre de 2000     |
| Singapur                     | Jueves 27 de julio de 2000       |
| Sudáfrica                    | Viernes 22 de septiembre de 2000 |
| Suecia                       | Miércoles 2 de agosto de 2000    |
| Suiza                        | Miércoles 16 de agosto de 2000   |
| Tailandia                    | Viernes 4 de agosto de 2000      |
| Taiwán                       | Sábado 12 de agosto de 2000      |
| Turquía                      | Viernes 3 de noviembre de 2000   |
| Uruguay                      | Viernes 11 de agosto de 2000     |
| Venezuela                    | Miércoles 23 de agosto de 2000   |

| País                                                                          | Fecha de estreno                   |
| ----------------------------------------------------------------------------- | ---------------------------------- |
| Alemania                                                                      | Jueves 31 de agosto de 2000        |
| Argentina                                                                     | Jueves 24 de agosto de 2000        |
| Australia                                                                     | Jueves 13 de julio de 2000         |
| Austria                                                                       | Viernes 1 de septiembre de 2000    |
| Bélgica                                                                       | Miércoles 16 de agosto de 2000     |
| Belice · Costa Rica · El Salvador · Guatemala · Honduras · Nicaragua · Panamá | Viernes 11 de agosto de 2000       |
| Bolivia                                                                       | Jueves 31 de agosto de 2000        |
| Brasil                                                                        | Viernes 11 de agosto de 2000       |
| Bulgaria                                                                      | Viernes 6 de octubre de 2000       |
| Chile                                                                         | Jueves 3 de agosto de 2000         |
| Colombia                                                                      | Viernes 11 de agosto de 2000       |
| Corea del Sur                                                                 | Viernes 28 de julio de 2000        |
| Croacia                                                                       | Jueves 2 de noviembre de 2000      |
| Dinamarca                                                                     | Viernes 8 de septiembre de 2000    |
| Ecuador                                                                       | Viernes 25 de agosto de 2000       |
| Egipto                                                                        | Miércoles 1 de noviembre de 2000   |
| EAU                                                                           | Miércoles 27 de septiembre de 2000 |
| Eslovenia                                                                     | Jueves 26 de octubre de 2000       |
| España                                                                        | Viernes 6 de octubre de 2000       |
| Estados Unidos · Canadá                                                       | Viernes 14 de julio de 2000        |
| Estonia                                                                       | Viernes 10 de noviembre de 2000    |
| Filipinas                                                                     | Miércoles 30 de agosto de 2000     |
| Finlandia                                                                     | Viernes 1 de septiembre de 2000    |
| Francia                                                                       | Miércoles 16 de agosto de 2000     |

| País                         | Fecha de estreno                 |
| ---------------------------- | -------------------------------- |
| Grecia                       | Viernes 13 de octubre de 2000    |
| Hong Kong                    | Jueves 3 de agosto de 2000       |
| Hungría                      | Jueves 2 de noviembre de 2000    |
| India                        | Viernes 13 de octubre de 2000    |
| Indonesia                    | Miércoles 16 de agosto de 2000   |
| Islandia                     | Viernes 18 de agosto de 2000     |
| Israel                       | Jueves 19 de octubre de 2000     |
| Italia                       | Viernes 27 de octubre de 2000    |
| Jamaica                      | Miércoles 19 de julio de 2000    |
| Japón                        | Sábado 7 de octubre de 2000      |
| Letonia                      | Viernes 20 de octubre de 2000    |
| Líbano                       | Jueves 28 de septiembre de 2000  |
| Lituania                     | Viernes 29 de septiembre de 2000 |
| Malasia                      | Jueves 3 de agosto de 2000       |
| México                       | Viernes 11 de agosto de 2000     |
| Noruega                      | Viernes 8 de septiembre de 2000  |
| Nueva Zelanda                | Jueves 17 de agosto de 2000      |
| Países Bajos                 | Jueves 28 de septiembre de 2000  |
| Paraguay                     | Viernes 13 de octubre de 2000    |
| Perú                         | Jueves 10 de agosto de 2000      |
| Polonia                      | Viernes 13 de octubre de 2000    |
| Portugal                     | Viernes 29 de septiembre de 2000 |
| Puerto Rico                  | Jueves 20 de julio de 2000       |
| Reino Unido Irlanda          | Viernes 18 de agosto de 2000     |
| República Checa · Eslovaquia | Jueves 5 de octubre de 2000      |
| República Dominicana         | Jueves 10 de agosto de 2000      |
| Rumania                      | Viernes 10 de noviembre de 2000  |
| Rusia                        | Jueves 19 de octubre de 2000     |
| Singapur                     | Jueves 27 de julio de 2000       |
| Sudáfrica                    | Viernes 22 de septiembre de 2000 |
| Suecia                       | Miércoles 2 de agosto de 2000    |
| Suiza                        | Miércoles 16 de agosto de 2000   |
| Tailandia                    | Viernes 4 de agosto de 2000      |
| Taiwán                       | Sábado 12 de agosto de 2000      |
| Turquía                      | Viernes 3 de noviembre de 2000   |
| Uruguay                      | Viernes 11 de agosto de 2000     |
| Venezuela                    | Miércoles 23 de agosto de 2000   |

### Recepción
La película obtuvo, en general, una respuesta positiva por parte de la crítica cinematográfica. X-Men posee un 82% de comentarios positivos en el sitio web Rotten Tomatoes, basado en un total de 154 críticas.El consenso crítico del sitio dice: "Fieles a los cómics y llenos de acción,  X-Men  trae una gran cantidad de personajes clásicos de Marvel a la pantalla con un elenco de talentosos talentos y un enfoque narrativo sorprendentemente agudo." Y una puntuación de 64/100 en Metacritic obteniendo una puntuación promedio de 64/100 de 33 revisiones que indican "revisiones generalmente favorables".
Kenneth Turan descubrió que "tanto está sucediendo que siente la necesidad inmediata de una secuela solo como una recompensa por absorberlo todo. Si bien X-Men no quita el aliento como lo hizo Matrix, es una experiencia satisfactoria. ." James Berardinelli de ReelReviews.net, un fanático de los cómics de X-Men, creía que "la película tiene un buen ritmo de exposición, desarrollo de personajes y acción con efectos especiales. Ni la trama ni las relaciones entre personajes son difíciles de seguir , y la película evita la trampa de pasar demasiado tiempo explicando cosas que no necesitan ser explicadas. Es probable que X-Men fandom esté dividido sobre si la imagen es un éxito o un fracaso ". Desson Thomson, de The Washington Post, comentó: "[La] película es placentera en la superficie, pero sospecho que muchas personas, incluso los más acérrimos, se mostrarán menos entusiastas de lo que hay o no debajo".
Roger Ebert del Chicago Sun-Times dijo que "comenzó a gustarle esta película, mientras esperaba que sucediera algo realmente interesante. Cuando no sucedió nada, todavía no me disgustaba. Supongo que los X-Men desarrollarán aún más sus personalidades si hay una secuela, y tal vez encuentren Es hora de involucrarse en una historia. Sin duda, los fanáticos de los cómics entenderán las alusiones sutiles y los puntos finos de comportamiento, deben permanecer en el lobby después de cada examen para responder preguntas." También le dio un "pulgar hacia abajo" en At the movies: Ebert & Roeper. Peter Travers de Rolling Stone notó, "ya que es la película de Wolverine, cualquier X-Men o Women que no depende directamente de su historia se encoge. Como Storm, Halle Berry puede hacer trucos limpios con el clima, pero su papel se ha ido con el viento. Apesta que Stewart y McKellen, dos actores excelentes, están infrautilizados."

## Premios y nominaciones
En la revista Empire los lectores votaron por Singer como mejor director.

### Premios Hugo
| Año  | Categoría                | Receptor | Resultado |
| ---- | ------------------------ | -------- | --------- |
| 2001 | Mejor película dramática |          | Nominado  |

### Premios Saturn
| Año  | Categoría                         | Receptor         | Resultado |
| ---- | --------------------------------- | ---------------- | --------- |
| 2001 | Mejor actor                       | Hugh Jackman     | Ganador   |
| 2001 | Mejor actor de reparto            | Patrick Stewart  | Nominado  |
| 2001 | Mejor actriz de reparto           | Rebecca Romijn   | Ganadora  |
| 2001 | Mejor actriz juvenil              | Anna Paquin      | Nominada  |
| 2001 | Mejor director                    | Bryan Singer     | Ganador   |
| 2001 | Mejor guion                       | David Hayter     | Ganador   |
| 2001 | Mejor diseño de vestuario         | Louis Mingenbach | Ganadora  |
| 2001 | Mejores efectos especiales        | X-Men            | Nominada  |
| 2001 | Mejor maquillaje                  | Gordon Smith     | Nominada  |
| 2001 | Mejor película de ciencia ficción | X-Men            | Ganadora  |

## Vídeo casero
La película fue originalmente estrenada en VHS y DVD el 21 de noviembre de 2000, tomando ventaja del Día de Acción de Gracias. En su primer fin de semana de videos caseros, la película ganó $ 60 millones en alquileres y ventas directas, lo que le permitió ganar más que todas las películas en teatros fuera del líder How the Grinch Stole Christmas. La película terminó el año 2000 como el séptimo lanzamiento de viviendas más taquillero del año con $ 141 millones, con el 78% obtenido a través de las ventas. Se lanzó una nueva versión de DVD de dos discos en 2003 en anticipación al lanzamiento teatral de la secuela X2, titulada X-Men 1.5. El DVD incluye la versión teatral de la película junto con la opción de agregar escenas eliminadas y varias características adicionales nuevas.
X-Men fue estrenada en Blu-ray en abril de 2009, con funciones adicionales reproducidas del lanzamiento del DVD  X-Men 1.5 . A diferencia de la edición americana, el lanzamiento de Blu-ray en el Reino Unido incluye un modo de imagen en imagen llamado "BonusView" y una galería de fotos con características especiales.

## Secuela
Después del éxito crítico y financiero de la película, una serie de películas siguieron comenzando con X-Men 2 en 2003.